# Masquerade Hotel
Masquerade Hotel (マスカレード・ホテル?) è un film del 2019 diretto da Masayuki Suzuki, tratto dal romanzo omonimo di Keigo Higashino.

## Trama
Kosuke Nitta è un investigatore di Tokyo che si infiltra sotto copertura in un prestigioso hotel, dove – secondo alcuni indizi – ritiene colpirà un pericoloso assassino seriale. Kosuke viene destinato all'accoglienza dei clienti, dove incontra Naomi Yamagishi, ragazza che dovrà insegnare a Kosuke come svolgere il suo "nuovo lavoro".

## Distribuzione
In Giappone, la pellicola è stata distribuita a partire dal 18 gennaio 2019, per essere poi presentata al Japanese Film Festival di Toronto come opera d'apertura.